# Liste der Einträge im National Register of Historic Places im Adams County (Washington)
Diese Liste der Einträge im National Register of Historic Places im Adams County (Washington) enthält alle im Adams County, Washington in das National Register of Historic Places eingetragenen Gebäude, Bauwerke, Objekte, Stätten oder historischen Distrikte.
Diese Liste entspricht dem Bearbeitungsstand des National Park Service/National Register of Historic Places vom 16. August 2024.

## Legende
| NRHP | Historic Place             |
| HD   | National Historic District |

## Aktuelle Einträge
| [ 2 ] | Name                                                                                     | Bild                                                            | Eintragsdatum                  | Lage | Ort       | Beschreibung |
| ----- | ---------------------------------------------------------------------------------------- | --------------------------------------------------------------- | ------------------------------ | --- | --------- | ------------ |
| 1     | Adams County Courthouse                                                                  | weitere Bilder                                                  | 7. Dez. 2018 ID-Nr. 100003256  | 210 W. Broadway Ave. 47° 7′ 37,9″ N, 118° 22′ 55,6″ W                                                                                         | Ritzville |              |
| 2     | Bassett Hardware Co. Store                                                               | weitere Bilder                                                  | 15. Mai 2022 ID-Nr. 100007729  | 305 South Main St. 46° 45′ 2,2″ N, 118° 18′ 58″ W                                                                                             | Washtucna |              |
| 3     | Dr. Frank R. Burroughs House                                                             | weitere Bilder                                                  | 20. Nov. 1975 ID-Nr. 75001838  | 408 West Main Avenue 47° 7′ 30,8″ N, 118° 22′ 59,3″ W                                                                                         | Ritzville |              |
| 4     | Denver and Rio Grande Western Railroad Business Car No. 101                              | weitere Bilder                                                  | 16. Juni 1988 ID-Nr. 88000740  | in Bruce, östlich von Othello 46° 50′ 9″ N, 119° 2′ 56,5″ W                                                                                   | Othello   |              |
| 5     | Nelson H. Greene House                                                                   | Nelson H. Greene House                                          | 7. März 1980 ID-Nr. 80003996   | 502 South Adams Street 47° 7′ 22″ N, 118° 22′ 33,5″ W                                                                                         | Ritzville |              |
| 6     | Ritzville Carnegie Library                                                               | weitere Bilder                                                  | 3. Aug. 1982 ID-Nr. 82004192   | 302 West Main Avenue 47° 7′ 34,6″ N, 118° 22′ 55,5″ W                                                                                         | Ritzville |              |
| 7     | Ritzville High School                                                                    | weitere Bilder                                                  | 19. Mai 1994 ID-Nr. 94000476   | 7th Avenue, zwischen der South Columbia Street und der South Division Street 47° 7′ 24,9″ N, 118° 22′ 19,2″ W                                 | Ritzville |              |
| 8     | Ritzville Historic District                                                              | weitere Bilder                                                  | 2. Mai 1990 ID-Nr. 90000676    | zwischen der Broadway Avenue, der North Division Street, der West Railroad Avenue und der North Adams Street 47° 7′ 36,8″ N, 118° 22′ 51,1″ W | Ritzville |              |
| 9     | Seivers Brothers Ranchhouse and Barn                                                     | Seivers Brothers Ranchhouse and Barn                            | 19. Juni 1979 ID-Nr. 79002524  | an der Providence Road, südöstlich von Lind 46° 54′ 42,6″ N, 118° 30′ 31,2″ W                                                                 | Lind      |              |
| 10    | Spokane, Portland and Seattle Railway Company-Cow Creek Viaduct                          | Spokane, Portland and Seattle Railway Company-Cow Creek Viaduct | 31. Dez. 2018 ID-Nr. 100003278 | Milepost 304.4 ehemalige SP&S RR line 46° 50′ 34,1″ N, 118° 8′ 37″ W                                                                          | Ankeny    |              |
| 11    | Spokane, Portland and Seattle Railway Company Bridge 291.4--O.W.R.&N. Crossing-Washtucna | weitere Bilder                                                  | 31. Dez. 2018 ID-Nr. 100003279 | Milepost 291.4, ehemalige SP&S line an der Kreuzung mit der Yeisley Rd. 46° 45′ 9,4″ N, 118° 17′ 58,2″ W                                      | Washtucna |              |
| 12    | Strap Iron Corral                                                                        | Strap Iron Corral                                               | 1. Aug. 1975 ID-Nr. 75001837   | am Cow Creek, nördlich von Hooper 46° 50′ 19,5″ N, 118° 7′ 35,9″ W                                                                            | Hooper    |              |